# República de Donetsk (partido)
A República de Donetsk (em russo: Донецкая республика, Donétskaya respúblika) é um partido político da República Popular de Donetsk, estado não-reconhecido da zona leste da Ucrânia.
O partido foi fundado em 2005 mas, em 2007 viria a ser banido pelos tribunais ucranianos que invocaram razões de separatismo, defendidos pelo partido.
Em 2014, o partido ganhou relevância internacional, ao ser o grande responsável da República Popular de Donetsk, como consequência dos protestos pró-russos na Ucrânia em 2014, como resposta à revolução de Maidan, que derrubou o presidente Viktor Yanukovich.
O partido tornou-se um dos principais "actores" da Guerra de Donbass, combatendo forças da Ucrânia. 
Importa referir que, o partido venceu as eleições da República Popular de Donetsk em 2014, conquistando 68,4% dos votos e 68 deputados, embora, 11 dos 68 deputados sejam membros do Partido Comunista da República Popular de Donetsk.

## Resultados eleitorais
República Popular de Donetsk

### Presidenciais
| Data | Candidato              | CI. | Votos   | %            |
| ---- | ---------------------- | --- | ------- | ------------ |
| 2014 | Alexander Zakharchenko | 1.º | 775 340 | 78,9 / 100,0 |
| 2018 | Denis Pushilin         | 1.º |         | 60,9 / 100,0 |

### Legislativas
| Data | CI. | Votos   | %            | +/- | Deputados | +/- | Status  |
| ---- | --- | ------- | ------------ | --- | --------- | --- | ------- |
| 2014 | 1.º | 662 752 | 68,4 / 100,0 |     | 68 / 100  |     | Governo |
| 2018 | 1.º |         | 72,4 / 100,0 | 4,0 | 74 / 100  | 6   | Governo |